# William Morton Wheeler
William Morton Wheeler (n. 19 martie 1865, Milwaukee, Wisconsin, SUA – d. 19 aprilie 1937, Cambridge, Massachusetts, SUA) a fost un entomolog, mirmecolog și profesor american la Harvard.